# Ecole des Jeunes Futsal Morlanwelz
La Ecole des Jeunes Futsal Morlanwelz  è una squadra belga di calcio a 5 con sede ad Morlanwelz.

## Storia
La società è stata fondata nel 1989 come "Brasilia Morlanwelz" e nei primi quindici anni di esistenza ha disputato la seconda e terza serie nazionale. Nel maggio del 2004 si fonde con la "Juventini Beyne", acquisendo il diritto di iscriversi alla massima serie nazionale come "JBMB Morlanwelz". La stagione seguente cambia nuovamente denominazione in "Cristal Noir MB Morlanwelz". Nel 2009 la squadra vince il suo primo titolo nazionale, la Coppa del Belgio. Nell'estate del 2010 la società, all'epoca denominata "Baio Futsal Morlanwelz", viene sciolta. Tuttavia, grazie alla determinazione di alcuni dirigenti, l'intero settore giovanile viene preservato tramite la fondazione di una nuova società, la "Ecole des Jeunes Futsal Morlanwelz", che iscrive inoltre una squadra nel girone A della Division 2 2010-2011.

## Rosa 2008-09
| N° | Naz.               | Ruolo | Sportivo            | Anno     |  |  |
| -- | ------------------ | ----- | ------------------- | -------- |  |  |
| 1  | Brasile (bandiera) | POR   | Éder Fehrmann       | 19.03.81 |  |  |
| 2  | Belgio (bandiera)  | POR   | Julien Rizzo        | 18.04.86 |  |  |
| 3  | Brasile (bandiera) |       | Leonardo            | 24.01.80 |  |  |
| 4  | Brasile (bandiera) |       | Breno               |          |  |  |
| 5  | Belgio (bandiera)  |       | Sebastiano Canaris  | 14.02.89 |  |  |
| 6  | Belgio (bandiera)  |       | Massimo Cannone     |          |  |  |
| 7  | Belgio (bandiera)  |       | Abdessamad Dendane  | 11.05.86 |  |  |
| 8  | Brasile (bandiera) |       | Diogo Castro        | 15.08.85 |  |  |
| 9  | Belgio (bandiera)  |       | Mohamed El Marnissi |          |  |  |
| 10 | Brasile (bandiera) |       | Eli                 |          |  |  |
| 11 | Brasile (bandiera) |       | Ricardo             |          |  |  |
| 12 | Belgio (bandiera)  |       | Marco Ferrian       | 10.05.85 |  |  |
| 13 | Belgio (bandiera)  |       | Vincenzo Marinaro   | 25.07.83 |  |  |
| 14 | Belgio (bandiera)  |       | Jonathan Neukermans | 12.04.83 |  |  |

## Palmarès
- Coppa del Belgio: 1
2008-09
- Coppa del Benelux: 1
2007